# Haematocarpus subpeltatus
Haematocarpus subpeltatus är en tvåhjärtbladig växtart som beskrevs av Merrill. Haematocarpus subpeltatus ingår i släktet Haematocarpus och familjen Menispermaceae. Inga underarter finns listade i Catalogue of Life.